# Give Me Five
Give Me Five (Chino simplificado: 高能少年团第, pinyin: Gao Neng Shao Nian Tuan, también conocida como "Super Boys") es un espectáculo de realidad y comida de China transmitido del 1 de abril de 2017 hasta el 14 de julio de 2018 a través de Hunan TV.

## Formato
Un grupo de estrellas en ascenso posterior a los 90, se unen para terminar misiones utilizando su inteligencia y habilidades, demostrando así el poder de la juventud y la nueva generación.

## Miembros

### Elenco principal[2]
| Artista      | Ocupación | Episodios | Temporadas  |
| ------------ | --------- | --------- | ----------- |
| Zhang Yishan | Actor     | 24        | 2017 - 2018 |
| Darren Wang  | Actor     | 22        | 2017 - 2018 |
| Karry Wang   | Cantante  | 22        | 2017 - 2018 |
| Dong Zijian  | Actor     | 19        | 2017 - 2018 |
| Yang Zi      | Actriz    | 11        | 2018        |
| Liu Haoran   | Actor     | 12        | 2017        |

### Artistas invitados
| Nombre              | Ocupación                          | N.º de episodios | Episodio donde apareció | Duración   |
| ------------------- | ---------------------------------- | ---------------- | ----------------------- | ---------- |
| 李子璇              | -                                  | 1                | 12                      | 2018       |
| Sprite (丁丁)       | Cantante                           | 1                | 12                      | 2018       |
| Ren Jialun          | Actor                              | 2                | 11-12                   | 2018       |
| Zhang Xueying       | Actriz                             | 2                | 11-12                   | 2018       |
| Dimash Kudaibergen  | Cantautor                          | 1                | 11                      | 2018       |
| Lin Yanjun          | Cantante / Miembro de Nine Percent | 1                | 11                      | 2018       |
| Wang Bowen          | Cantante                           | 1                | 10                      | 2018       |
| Wang Linkai         | Rapero / Miembro de Nine Percent   | 1                | 10                      | 2018       |
| Chen Linong         | Cantante / Miembro de Nine Percent | 2                | 9-10                    | 2018       |
| Wei (张大大)        | -                                  | 3                | 11; 9-10                | 2017, 2018 |
| Peng Yu-chang       | Actor                              | 1                | 9                       | 2018       |
| Zhang Zifeng        | Actriz                             | 1                | 9                       | 2018       |
| Jiang Mengjie       | Actriz                             | 4                | 9; 2-3, 9               | 2017, 2018 |
| Xu Lu (徐璐)        | Actriz                             | 1                | 8                       | 2018       |
| Song Weilong        | Actor                              | 2                | 7-8                     | 2018       |
| Celina Jade         | Actriz                             | 1                | 7                       | 2018       |
| Yang Di             | Actor                              | 4                | 2-3; 5, 7               | 2017, 2018 |
| Dong Li             | Actor                              | 1                | 6                       | 2018       |
| Adi Kan (阚清子)    | Actriz                             | 1                | 6                       | 2018       |
| Julius Liu (刘维)   | Actor                              | 1                | 5                       | 2018       |
| 蒋瑶佳              | Cantante                           | 2                | 9; 4                    | 2017, 2018 |
| Xu Weizhou          | Actor                              | 2                | 2-3                     | 2018       |
| Zhang Zhehan        | Actor                              | 2                | 2-3                     | 2018       |
| 江海涛（嗨氏)       | Cantante                           | 1                | 12                      | 2018       |
| Zhang Tian'ai       | Actriz                             | 1                | 11                      | 2017       |
| Sui He              | Modelo                             | 1                | 11                      | 2017       |
| 沈凌                | -                                  | 2                | 9-10                    | 2017       |
| Su Xing (苏醒)      | Cantante                           | 1                | 9                       | 2017       |
| 金大川              | Modelo                             | 1                | 8                       | 2017       |
| Zhang Lanxin        | Actriz                             | 1                | 8                       | 2017       |
| Zhang Liang         | Actor                              | 1                | 8                       | 2017       |
| Liu Yun (刘芸)      | Actriz                             | 1                | 8                       | 2017       |
| Guo Qilin (郭麒麟)  | Actor                              | 1                | 7                       | 2017       |
| Jing Tian           | Actriz                             | 1                | 6                       | 2017       |
| Yang Zi             | Actriz                             | 1                | 6                       | 2017       |
| Gui Gui             | Cantante                           | 1                | 6                       | 2017       |
| Gina Gin (金晨)     | Actriz                             | 1                | 6                       | 2017       |
| Xu Haiqiao (徐海乔) | Actor                              | 1                | 5                       | 2017       |
| Bai Kainan (白凯南) | -                                  | 1                | 5                       | 2017       |
| Ming Xi             | Modelo                             | 3                | 4, 6, 12                | 2017       |
| Henry Lau           | Cantante                           | 2                | 4-5                     | 2017       |
| Pax Congo (白举纲)  | Cantante                           | 1                | 4                       | 2017       |
| Wowkie Zhang        | Cantante                           | 1                | 4                       | 2017       |
| Zhou Dongyu         | Actriz                             | 1                | 4                       | 2017       |
| Tian Liang (田亮)   | Actor                              | 1                | 3                       | 2017       |
| Wei Daxun           | Actor                              | 1                | 3                       | 2017       |
| Lin Chaozhang       | Cantante                           | 1                | 3                       | 2017       |
| Yuan Hong (袁弘)    | Actor                              | 1                | 3                       | 2017       |
| Xia Yu              | Actor                              | 1                | 3                       | 2017       |
| Yin Zheng           | Actor                              | 1                | 2                       | 2017       |

## Episodios
El programa estuvo conformado por 2 temporadas y emitió un total de 24 episodios:
- La primera temporada fue emitida del 1 de abril del 2017 hasta el 24 de junio del mismo año y estuvo conformada por 12 episodios.
- Mientras que la segunda temporada fue transmitida del 28 de abril del 2018 hasta el 14 de julio del 2018 y contó con 12 episodios, emitidos todos los sábados a las 8:30.